# 育空新民主党
育空新民主党（Yukon New Democratic Party），加拿大育空地区的一个政党，成立于1978年，立场为社会民主主义。
1985年至1992年，Tony Penikett为首的育空新民主党，第一次组成育空地区政府； 1996年至2000年，Piers McDonald为首的新民主党再次组成地区政府。该党现任党首为伊丽莎白·汉森（Elizabeth Hanson）。